# (10719) Andamar
(10719) Andamar (1985 TW) – planetoida z pasa głównego asteroid okrążająca Słońce w ciągu 3,74 lat w średniej odległości 2,41 j.a. Odkryta 15 października 1985 roku.